# Mathilde Monnier
Pour les articles homonymes, voir Monnier.
Ne pas confondre avec Mathilde Monnier dite Thyde Monnier, écrivain féministe
Mathilde Monnier, née à Mulhouse le 2 avril 1959, est une chorégraphe française de danse contemporaine. Directrice pendant vingt ans du Centre chorégraphique national de Montpellier, elle est nommée, fin 2013, à la tête du Centre national de la danse à Pantin.

## Biographie
Formée par Michel Hallet Eghayan à Lyon, elle intègre durant la saison 1981/1982, la Compagnie de Viola Farber, avec Didier Deschamps, lui-même forme au même endroit, le Centre national de danse contemporaine d'Angers, Mathilde Monnier participe aux chorégraphies de François Verret et cosigne avec lui et Josef Nadj La, une commande du GRCOP (1983). Après quelques créations avec Jean-François Duroure, elle poursuit seule sa carrière et crée une dizaine de pièces, avant de succéder à Dominique Bagouet à la tête du Centre chorégraphique national de Montpellier en 1994. Elle participe également depuis cette date à l'organisation du Festival Montpellier Danse lors duquel elle présente aussi ses créations.
Après s'être intéressée à l'écriture du jazz auprès de Louis Sclavis (Chinoiserie et Face nord en 1991), elle interroge le corps et les espaces liés à la notion de communauté. Elle s'engage dans des actions en Afrique et à Montpellier (auprès de personnes autistes), expériences qui lui ouvrent de nouvelles dimensions.
Après un séjour au Burkina Faso où elle travaille avec Salia Sanou et Seydou Boro, elle crée Pour Antigone (1993) avec des danseurs africains et occidentaux, tandis que L'Atelier en pièces (1996) s'attache au corps et l’enfermement notamment autour de l'autisme. Développant les questions de société, elle prospecte le désordre intérieur jusqu’aux limites de la folie dans les pièces Déroutes (2003) ou Publique (2004).
Au Festival d'Avignon, Mathilde Monnier a présenté Pudique acide / Extasis en 1986, Ainsi de suite en 1992, L’Atelier en pièces en 1996, Les Lieux de là en 1999, Frère & Sœur et La Place du singe en 2005, et 2008 Vallée en 2008. En 2010 elle crée Pavlova 3'23" qui se structure autour de neuf propositions, masculines ou féminines, parlantes, dansantes, mobiles ou immobiles qui sont autant d'interprétations de La Mort du cygne. La musique originale de cette pièce a été commandée à Rodolphe Burger, Erikm, Heiner Goebbels, Olivier Renouf et Gilles Sivilotto.
En 2005, la réalisatrice Claire Denis lui consacre un film documentaire intitulé Vers Mathilde.
Après plusieurs mois de rumeurs d'une possible arrivée à la tête du Centre national de la danse (CND) de Pantin et malgré sa reconduction en juillet 2013 à celle du Centre chorégraphique national, elle est nommée le 27 novembre 2013 directrice du CND, succédant à Monique Barbaroux.
En 2014, elle est candidate aux élections municipales à Montpellier sur la liste « Union de la gauche » conduite par Jean-Pierre Moure.
En 2020, elle quitte le Centre national de la danse pour s'installer dans le tiers-lieu culturel montpelliérain La Halle Tropisme, dont elle devient artiste résidente.

## Créations chorégraphiques
- 1983 : La
- 1984 : Pudique acide
- 1985 : Cru
- 1985 : Royal Stewart
- 1985 : Extasis
- 1986 : Mama, Monday, Sunday or Always
- 1987 : Mort de rire
- 1988 : Idée de mars
- 1988 : Je ne vois pas la femme cachée dans la forêt
- 1989 : À la renverse
- 1989 : Cheval de quatre
- 1989 : Récitatif
- 1990 : Duos
- 1990 : Sur le champ
- 1991 : Chinoiserie avec Louis Sclavis
- 1991 : Face nord
- 1992 : Dimanche
- 1992 : Ainsi de suite
- 1992 : Un petit peu d'exercice
- 1993 : Pour Antigone
- 1995 : Nuit
- 1996 : L'Atelier en pièces
- 1997 : Arrêtez, arrêtons, arrête
- 1997 : Qui voyez vous ?
- 1999 : Les Lieux de là
- 1999 : Fantaisie
- 2001 : Signé, signés
- 2001 : Natt et Rose
- 2002 : Allitérations, avec Jean-Luc Nancy
- 2002 : 8 minutes
- 2002 : À nos endroits
- 2002 : Déroutes avec Erikm
- 2002 : La Petite Renarde rusée
- 2002 : À sa guise
- 2002 : Multi-materials
- 2003 : Slide
- 2004 : Publique
- 2004 : Pièces
- 2005 : Frère et Sœur
- 2005 : La Place du singe avec Christine Angot
- 2006 : 2008 vallée avec Philippe Katerine
- 2007 : Tempo 76
- 2008 : Gustavia avec La Ribot
- 2009 : Domaine public
- 2010 : Soapéra avec Dominique Figarella
- 2010 : Pavlova 3'23"
- 2012 : Twin Paradox
- 2012 : Objets re-trouvés avec la collaboration de Dalila Khatir
- 2013 : Qu'est ce qui vous arrive ?
- 2017 : El Baile
- 2021 : Records
- 2023 : Black Lights

## Filmographie
- 2005 : Vers Mathilde (documentaire) de Claire Denis
- 2015 : Vingt et une nuits avec Pattie d'Arnaud et Jean-Marie Larrieu : Isabelle Winter
- 2021 : Tralala d'Arnaud et Jean-Marie Larrieu : chorégraphies

## Distinctions
- 1986 : Prix du Ministère de la Culture pour Cru[1]
- Officier de la Légion d'honneur[7] (2023), Chevalier (2013).